# Temporada 2023 de Fórmula 1
La temporada 2023 de Fórmula 1 és la 74a temporada del campionat mundial de Fórmula 1 de la història. Ès organitzat per la Federació Internacional d’Automobilisme (FIA). La temporada va començar al 5 de març i finalitzarà al 26 de novembre.

## Escuderies i pilots
La següent taula mostra els pilots confirmats oficialment per les seves escuderies per al Mundial 2023 de Fórmula 1.
| Escuderia                               | Constructor  | Xassís | Motor               | Neu. | Pilots | Pilots           | Pilots | Pilots | Pilots                                  |
| Escuderia                               | Constructor  | Xassís | Motor               | Neu. | No.    | Nom de pilot     | Sigles | Rondes | P. de Proves                            |
| --------------------------------------- | ------------ | ------ | ------------------- | ---- | ------ | ---------------- | ------ | ------ | --------------------------------------- |
| Alfa Romeo F1 · Team Stake              | Alfa Romeo   | C43    | Ferrari 066/10      | P    | 77     | Valtteri Bottas  | BOT    | 1–15   | Théo Pourchaire                         |
| Alfa Romeo F1 · Team Stake              | Alfa Romeo   | C43    | Ferrari 066/10      | P    | 24     | Guanyu Zhou      | ZHO    | 1–15   | Théo Pourchaire                         |
| Scuderia AlphaTauri                     | AlphaTauri   | AT04   | Red Bull RBPTH001   | P    | 3      | Daniel Ricciardo | RIC    | 11-13  | Liam Lawson · Dennis Hauger             |
| Scuderia AlphaTauri                     | AlphaTauri   | AT04   | Red Bull RBPTH001   | P    | 21     | Nyck de Vries    | DEV    | 1–10   | Liam Lawson · Dennis Hauger             |
| Scuderia AlphaTauri                     | AlphaTauri   | AT04   | Red Bull RBPTH001   | P    | 22     | Yuki Tsunoda     | TSU    | 1–15   | Liam Lawson · Dennis Hauger             |
| Scuderia AlphaTauri                     | AlphaTauri   | AT04   | Red Bull RBPTH001   | P    | 40     | Liam Lawson      | LAW    | 13-15  | Liam Lawson · Dennis Hauger             |
| BWT Alpine F1 Team                      | Alpine       | A523   | Renault E-Tech RE23 | P    | 10     | Pierre Gasly     | GAS    | 1–15   | Jack Doohan                             |
| BWT Alpine F1 Team                      | Alpine       | A523   | Renault E-Tech RE23 | P    | 31     | Esteban Ocon     | OCO    | 1–15   | Jack Doohan                             |
| Aston Martin Aramco · Cognizant F1 Team | Aston Martin | AMR23  | Mercedes-AMG F1 M14 | P    | 14     | Fernando Alonso  | ALO    | 1–15   | Felipe Drugovich · Stoffel Vandoorne    |
| Aston Martin Aramco · Cognizant F1 Team | Aston Martin | AMR23  | Mercedes-AMG F1 M14 | P    | 18     | Lance Stroll     | STR    | 1–15   | Felipe Drugovich · Stoffel Vandoorne    |
| Scuderia Ferrari                        | Ferrari      | SF-23  | Ferrari 066/10      | P    | 16     | Charles Leclerc  | LEC    | 1–15   | Robert Schwartzman · Antonio Giovinazzi |
| Scuderia Ferrari                        | Ferrari      | SF-23  | Ferrari 066/10      | P    | 55     | Carlos Sainz Jr. | SAI    | 1–15   | Robert Schwartzman · Antonio Giovinazzi |
| Moneygram Haas · F1 Team                | Haas         | VF-23  | Ferrari 066/10      | P    | 27     | Nico Hülkenberg  | HUL    | 1–15   | Pietro Fittipaldi                       |
| Moneygram Haas · F1 Team                | Haas         | VF-23  | Ferrari 066/10      | P    | 20     | Kevin Magnussen  | MAG    | 1–15   | Pietro Fittipaldi                       |
| McLaren F1 Team                         | McLaren      | MCL60  | Mercedes-AMG F1 M14 | P    | 4      | Lando Norris     | NOR    | 1–15   | Àlex Palou · Mick Schumacher            |
| McLaren F1 Team                         | McLaren      | MCL60  | Mercedes-AMG F1 M14 | P    | 81     | Oscar Piastri    | PIA    | 1–15   | Àlex Palou · Mick Schumacher            |
| Mercedes-AMG Petronas F1 Team           | Mercedes     | W14    | Mercedes-AMG F1 M14 | P    | 44     | Lewis Hamilton   | HAM    | 1–15   | Mick Schumacher                         |
| Mercedes-AMG Petronas F1 Team           | Mercedes     | W14    | Mercedes-AMG F1 M14 | P    | 63     | George Russell   | RUS    | 1–15   | Mick Schumacher                         |
| Oracle Red Bull Racing                  | Red Bull     | RB19   | Red Bull RBPTH001   | P    | 1      | Max Verstappen   | VER    | 1–15   | Liam Lawson                             |
| Oracle Red Bull Racing                  | Red Bull     | RB19   | Red Bull RBPTH001   | P    | 11     | Sergio Pérez     | PER    | 1–15   | Liam Lawson                             |
| Williams Racing                         | Williams     | FW45   | Mercedes-AMG F1 M14 | P    | 2      | Logan Sargeant   | SAR    | 1–15   | Mick Schumacher                         |
| Williams Racing                         | Williams     | FW45   | Mercedes-AMG F1 M14 | P    | 23     | Alexander Albon  | ALB    | 1–15   | Mick Schumacher                         |

## Canvis

### Canvis de grans premis
- El Gran Premi de la Xina havia de tornar aquesta temporada, però es va cancel·lar per quart any consecutiu a causa de les restriccions del país sobre la situació de pandèmia de la COVID-19.[5]
- El Gran Premi de Qatar que es va celebrar per primera vegada l'any 2021, torna en la categoria aquest any, sent que la temporada anterior, no hi va haver cursa pels preparatius per la Copa del Món de Futbol.
- El març del 2022, fou anunciat el retorn del Gran Premi de Las Vegas en la categoria després de 41 anys. Serà una cursa nocturna que transcorrerà pel circuit urbà de la ciutat.[6]

### Canvis de pilots

#### En pretemporada
- El pilot alemany Sebastian Vettel, quatre vegades campió del món, anuncia la seva retirada de la Fórmula 1 al final de la temporada 2022, i el seu històric rival Fernando Alonso ocupa el seu seient a Aston Martin per aquesta temporada.[7][8]
- Daniel Ricciardo va deixar el seient titular de McLaren el 2022 i en el seu lloc arriba el seu compatriota Oscar Piastri, campió de Fórmula 3 el 2020 i F2 el 2021. Per cert, Daniel torna a Red Bull després de 5 anys, sent pilot de proves.[9][10]
- Nicholas Latifi deixa Williams, i en el seu lloc entra el nord-americà Logan Sargeant, quart a la Fórmula 2 el 2022.[11][12]
- Pierre Gasly, tot i estar sota contracte amb AlphaTauri, agafa el relleu de Fernando Alonso a Alpine el 2023. El francès deixa el seu seient a Nyck de Vries, campió de Fórmula E el 2020-21.[13][14]
- Nico Hulkenberg torna a ser titular a la categoria per Haas, el pilot substitueix al seu compatriota Mick Schumacher, que esdevé pilot de proves de Mercedes AMG.[15]

#### Durant la temporada
- Nyck de Vries, després del Gran Premi de Gran Bretanya i deu Grans Premis disputats, va obtenir resultats per sota de les expectatives, i va ser acomiadat de manera immediata per a col·locar al pilot reserva de Red Bull Racing, Daniel Ricciardo, com a substitut permanent a partir del Gran Premi d'Hongria fins al final de la temporada 2023.
- El neozelandès Liam Lawson substitueix a Daniel Ricciardo a partir del Gran Premi dels Països Baixos després que el pilot australià patís un trencament de canell a la segona sessió d'entrenaments lliures.[16]

### Canvis d'escuderies
- L'equip nord-americà Haas ha signat amb la companyia de diners MoneyGram com a patrocinador principal i s'anomenarà «MoneyGram Haas F1 Team».[17]
- L'Alfa Romeo canvia de patrocinador principal, la petrolifera Orlen deixa l'equip, i es posa d'acord amb Stake.com, una empresa de casinos en línia, canviant el seu nom a «Alfa Romeo F1 Team Stake».[18]

### Canvis a l'estructura del cap de setmana
- En aquesta temporada, els Gran Premis d'Azerbaidjan, Àustria, Bèlgica, Qatar, Estats Units i São Paulo es disputaràn en el format esprint.[19]

## Calendari de presentacions
El calendari de presentacions dels cotxes per a la temporada 2023 fou el següent:
| Escuderia    | Xassís | Imatge | Data         | Lloc        |
| ------------ | ------ | ------ | ------------ | ----------- |
| Haas         | VF-23  |        | 31 de Gener  | En línia    |
| Red Bull     | RB19   |        | 3 de Febrer  | Nova York   |
| Williams     | FW45   |        | 6 de Febrer  | En línia    |
| Alfa Romeo   | C43    |        | 7 de Febrer  | Zuric       |
| AlphaTauri   | AT04   |        | 11 de Febrer | Nova York   |
| Aston Martin | AMR23  |        | 13 de Febrer | Silverstone |
| McLaren      | MCL60  |        | 13 de Febrer | Woking      |
| Ferrari      | SF-23  |        | 14 de Febrer | Ímola       |
| Mercedes     | W14    |        | 15 de Febrer | Silverstone |
| Alpine       | A523   |        | 16 de Febrer | Londres     |

## Pretemporada
Les proves de pretemporada s'han confirmat van ser disputat del 23 a 25 de febrer del 2023 al Circuit Internacional de Bahrain, a Sakhir.
| Circuit                                             | Mapa del circuit | Resultats    | Resultats | Resultats      | Resultats  | Resultats | Resultats    | Resultats | Resultats |
| --------------------------------------------------- | ---------------- | ------------ | --------- | -------------- | ---------- | --------- | ------------ | --------- | --------- |
| Circuit Internacional de Bahrain Longitud: 5,412 km |                  | Data         | Data      | Núm            | Pilot      | Escuderia | Millor temps | Neu.      | Voltes    |
| Circuit Internacional de Bahrain Longitud: 5,412 km | Dia 1            | 23 de febrer | 1         | Max Verstappen | Red Bull   | 1:32.837  | T            | 157       |           |
| Circuit Internacional de Bahrain Longitud: 5,412 km | Dia 2            | 24 de febrer | 24        | Guanyu Zhou    | Alfa Romeo | 1:31.610  | M            | 132       |           |
| Circuit Internacional de Bahrain Longitud: 5,412 km | Dia 3            | 25 de febrer | 11        | Sergio Pérez   | Red Bull   | 1:30.305  | T            | 133       |           |

## Calendari
El calendari provisional va ser divulgat en 20 de setembre del 2022 i oficialitzat en 17 de gener del 2023. La temporada constarà amb 23 curses, sent així, l'any amb més curses de la categoria fins ara. El campionat va començar al cap de setmana a 5 de març al Bahrain i finalitzarà en Abu Dhabi al 26 de novembre. La novetat serà el retorn del Gran Premi de Las Vegas, que torna a la categoria després de 41 anys, amb un nou circuit i la cursa se celebrarà dissabte a la nit.

Els països que acullen els Grans Premis en 2023 estan acolorits de verd, amb la localització del circuit assenyalada amb un punt negre; els països que han acollit un Gran Premi alguna vegada estan acolorits de gris fosc.

| Ronda               | Gran Premi                       | Circuit                                      | Data           |
| ------------------- | -------------------------------- | -------------------------------------------- | -------------- |
| 1                   | Gran Premi de Bahrain            | Circuit de Bahrain, Sakhir                   | 5 de març      |
| 2                   | Gran Premi de l'Aràbia Saudita   | Circuit urbà de Jiddah, Jiddah               | 19 de març     |
| 3                   | Gran Premi d'Austràlia           | Circuit d'Albert Park, Melbourne             | 2 d'abril      |
| 4                   | Gran Premi de l'Azerbaidjan      | Circuit urbà de Bakú, Bakú                   | 30 d'abril     |
| 5                   | Gran Premi de Miami              | Circuit urbà de Miami, Miami                 | 7 de maig      |
| 6                   | Gran Premi de Mònaco             | Circuit de Mònaco, Montecarlo                | 28 de maig     |
| 7                   | Gran Premi d'Espanya             | Circuit de Barcelona-Catalunya, Montmeló     | 4 de juny      |
| 8                   | Gran Premi del Canadà            | Circuit Gilles Villeneuve, Mont-real         | 18 de juny     |
| 9                   | Gran Premi d'Àustria             | Red Bull Ring, Spielberg                     | 2 de juliol    |
| 10                  | Gran Premi de la Gran Bretanya   | Circuit de Silverstone, Silverstone          | 9 de juliol    |
| 11                  | Gran Premi d'Hongria             | Hungaroring, Mogyoród                        | 23 de juliol   |
| 12                  | Gran Premi de Bèlgica            | Circuit de Spa-Francorchamps, Spa            | 30 de juliol   |
| 13                  | Gran Premi dels Països Baixos    | Circuit de Zandvoort, Zandvoort              | 27 d'agost     |
| 14                  | Gran Premi d'Itàlia              | Autodromo Nazionale di Monza, Monza          | 3 de setembre  |
| 15                  | Gran Premi de Singapur           | Circuit urbà de Marina Bay, Singapur         | 17 de setembre |
| 16                  | Gran Premi del Japó              | Circuito de Suzuka, Suzuka                   | 24 de setembre |
| 17                  | Gran Premi de Qatar              | Circuit de Losail, Lusail                    | 8 d'octubre    |
| 18                  | Gran Premi dels Estats Units     | Circuit de les Amèriques, Austin             | 22 d'octubre   |
| 19                  | Gran Premi de la Ciutat de Mèxic | Autòdrom Hermanos Rodríguez, Ciutat de Mèxic | 29 d'octubre   |
| 20                  | Gran Premi de São Paulo          | Circuit d'Interlagos, São Paulo              | 5 de novembre  |
| 21                  | Gran Premi de Las Vegas          | Circuit Urbà de Las Vegas, Las Vegas         | 18 de novembre |
| 22                  | Gran Premi d'Abu Dhabi           | Circuit Yas Marina, Abu Dhabi                | 26 de novembre |
| Curses cancel·lades |                                  |                                              |                |
|                     | Gran Premi de la Xina            | Circuit Internacional de Xangai, Xangai      | [ 32 ]         |
|                     | Gran Premi de l'Emília-Romanya   | Circuit d'Enzo i Dino Ferrari, Imola         | [ 33 ]         |
| Font:               |                                  |                                              |                |

## Pneumàtics
| Nom del compost | Color | Color | Banda de rodadura    | Condicions de circulació | Tipus del compost | Adherència       | Longevitat    |
| --------------- | ----- | ----- | -------------------- | ------------------------ | ----------------- | ---------------- | ------------- |
| Tou             | T     |       | Llis (P Zero™)       | Seco                     | Tou               | Més adherència   | Menys durador |
| Mitjà           | M     |       | Llis (P Zero™)       | Seco                     | Mitjà             | Mitjana          | Mitjana       |
| Dur             | D     |       | Llis (P Zero™)       | Seco                     | Dur               | Menys adherència | Més durador   |
| Intermedi       | I     |       | Canales (Cinturato™) | Mullat                   | Intermedi         |                  |               |
| De pluja        | P     |       | Canales (Cinturato™) | Mullat                   | De pluja          |                  |               |

Per a la temporada 2023 s'afegeix un nou compost de sec, C1, quedant el C1 de la temporada 2022 anomenat com C0.
| Identificador | Adherència | Durabilitat |
| ------------- | ---------- | ----------- |
| C0            | 1 de 6     | 6 de 6      |
| C1            | 2 de 6     | 5 de 6      |
| C2            | 3 de 6     | 4 de 6      |
| C3            | 4 de 6     | 3 de 6      |
| C4            | 5 de 6     | 2 de 6      |
| C5            | 6 de 6     | 1 de 6      |

| Compost | BHR | ARA | AUS | AZE | MIA | MON | ESP | CAN | AUT | GBR | HON | BEL | PBA | ITA | SIN | QAT | JPN | USA | MEX | SÃO | LVG | ABU |
| ------- | --- | --- | --- | --- | --- | --- | --- | --- | --- | --- | --- | --- | --- | --- | --- | --- | --- | --- | --- | --- | --- | --- |
| Dur     | C1  | C2  | C2  | C3  | C2  | C3  | C1  | C3  | C3  | C1  | C3  | C2  | C1  | C3  | C3  |     |     |     |     |     |     |     |
| Mitjà   | C2  | C3  | C3  | C4  | C3  | C4  | C2  | C4  | C4  | C2  | C4  | C3  | C2  | C4  | C4  |     |     |     |     |     |     |     |
| Tou     | C3  | C4  | C4  | C5  | C4  | C5  | C3  | C5  | C5  | C3  | C5  | C4  | C3  | C5  | C5  |     |     |     |     |     |     |     |

Font:  Pirelli.

## Resultats per Gran Premi
| Ronda | Data                        | Gran Premi | Mapa del circuit                | Resultats                  | Resultats        | Resultats                  | Resultats      |
| ----- | --------------------------- | --- | ------------------------------- | -------------------------- | ---------------- | -------------------------- | -------------- |
| 1     | 3, 4 i 5 de març            | Gran Premi de Bahrain · Circuit Internacional de Bahrain · Longitud: 5,412 km Voltes: 57 · Distància de la cursa: 308,238 km Guanyador 2022: · Charles Leclerc - Ferrari        |                                 | Lliures 1                  | Sergio Pérez     | Guanyador                  | Max Verstappen |
| 1     | 3, 4 i 5 de març            | Gran Premi de Bahrain · Circuit Internacional de Bahrain · Longitud: 5,412 km Voltes: 57 · Distància de la cursa: 308,238 km Guanyador 2022: · Charles Leclerc - Ferrari        | Lliures 2                       | Fernando Alonso            | 2n lloc          | Sergio Pérez               |                |
| 1     | 3, 4 i 5 de març            | Gran Premi de Bahrain · Circuit Internacional de Bahrain · Longitud: 5,412 km Voltes: 57 · Distància de la cursa: 308,238 km Guanyador 2022: · Charles Leclerc - Ferrari        | Lliures 3                       | Fernando Alonso            | 3r lloc          | Fernando Alonso            |                |
| 1     | 3, 4 i 5 de març            | Gran Premi de Bahrain · Circuit Internacional de Bahrain · Longitud: 5,412 km Voltes: 57 · Distància de la cursa: 308,238 km Guanyador 2022: · Charles Leclerc - Ferrari        | Pole position                   | Max Verstappen (1:29.897)  | Volta ràpida     | Guanyu Zhou (1:33.996)     |                |
| 1     | 3, 4 i 5 de març            | Gran Premi de Bahrain · Circuit Internacional de Bahrain · Longitud: 5,412 km Voltes: 57 · Distància de la cursa: 308,238 km Guanyador 2022: · Charles Leclerc - Ferrari        | Resultats complets              |                            |                  |                            |                |
| 2     | 17, 18 i 19 de març         | Gran Premi de l'Aràbia Saudita · Circuit urbà de Jiddah · Longitud: 6,174 km Voltes: 50 · Distància de la cursa: 308,450 km Guanyador 2022: · Max Verstappen - Red Bull         |                                 | Lliures 1                  | Max Verstappen   | Guanyador                  | Sergio Pérez   |
| 2     | 17, 18 i 19 de març         | Gran Premi de l'Aràbia Saudita · Circuit urbà de Jiddah · Longitud: 6,174 km Voltes: 50 · Distància de la cursa: 308,450 km Guanyador 2022: · Max Verstappen - Red Bull         | Lliures 2                       | Max Verstappen             | 2n lloc          | Max Verstappen             |                |
| 2     | 17, 18 i 19 de març         | Gran Premi de l'Aràbia Saudita · Circuit urbà de Jiddah · Longitud: 6,174 km Voltes: 50 · Distància de la cursa: 308,450 km Guanyador 2022: · Max Verstappen - Red Bull         | Lliures 3                       | Max Verstappen             | 3r lloc          | Fernando Alonso            |                |
| 2     | 17, 18 i 19 de març         | Gran Premi de l'Aràbia Saudita · Circuit urbà de Jiddah · Longitud: 6,174 km Voltes: 50 · Distància de la cursa: 308,450 km Guanyador 2022: · Max Verstappen - Red Bull         | Pole position                   | Sergio Pérez (1:28.265)    | Volta ràpida     | Max Verstappen (1:31.906)  |                |
| 2     | 17, 18 i 19 de març         | Gran Premi de l'Aràbia Saudita · Circuit urbà de Jiddah · Longitud: 6,174 km Voltes: 50 · Distància de la cursa: 308,450 km Guanyador 2022: · Max Verstappen - Red Bull         | Resultats complets              |                            |                  |                            |                |
| 3     | 31 de març, 1 i 2 d'abril   | Gran Premi d'Austràlia · Circuit d'Albert Park · Longitud: 5,303 km Voltes: 58 · Distància de la cursa: 307,574 km Guanyador 2022: · Charles Leclerc - Ferrari                  |                                 | Lliures 1                  | Max Verstappen   | Guanyador                  | Max Verstappen |
| 3     | 31 de març, 1 i 2 d'abril   | Gran Premi d'Austràlia · Circuit d'Albert Park · Longitud: 5,303 km Voltes: 58 · Distància de la cursa: 307,574 km Guanyador 2022: · Charles Leclerc - Ferrari                  | Lliures 2                       | Fernando Alonso            | 2n lloc          | Lewis Hamilton             |                |
| 3     | 31 de març, 1 i 2 d'abril   | Gran Premi d'Austràlia · Circuit d'Albert Park · Longitud: 5,303 km Voltes: 58 · Distància de la cursa: 307,574 km Guanyador 2022: · Charles Leclerc - Ferrari                  | Lliures 3                       | Max Verstappen             | 3r lloc          | Fernando Alonso            |                |
| 3     | 31 de març, 1 i 2 d'abril   | Gran Premi d'Austràlia · Circuit d'Albert Park · Longitud: 5,303 km Voltes: 58 · Distància de la cursa: 307,574 km Guanyador 2022: · Charles Leclerc - Ferrari                  | Pole position                   | Max Verstappen (1:16.732)  | Volta ràpida     | Sergio Pérez (1:20.235)    |                |
| 3     | 31 de març, 1 i 2 d'abril   | Gran Premi d'Austràlia · Circuit d'Albert Park · Longitud: 5,303 km Voltes: 58 · Distància de la cursa: 307,574 km Guanyador 2022: · Charles Leclerc - Ferrari                  | Resultats complets              |                            |                  |                            |                |
| 4     | 28, 29 i 30 d'abril         | Gran Premi de l'Azerbaidjan · Circuit urbà de Bakú · Longitud: 6,003 km Voltes: 51 · Distància de la cursa: 306,049 km Guanyador 2022: · Max Verstappen - Red Bull              |                                 | Lliures                    | Max Verstappen   | Guanyador                  | Sergio Pérez   |
| 4     | 28, 29 i 30 d'abril         | Gran Premi de l'Azerbaidjan · Circuit urbà de Bakú · Longitud: 6,003 km Voltes: 51 · Distància de la cursa: 306,049 km Guanyador 2022: · Max Verstappen - Red Bull              | Pole Position sprint            | Charles Leclerc (1:40.203) | 2n lloc          | Max Verstappen             |                |
| 4     | 28, 29 i 30 d'abril         | Gran Premi de l'Azerbaidjan · Circuit urbà de Bakú · Longitud: 6,003 km Voltes: 51 · Distància de la cursa: 306,049 km Guanyador 2022: · Max Verstappen - Red Bull              | Sprint shootout                 | Charles Leclerc (1:41.697) | 3r lloc          | Charles Leclerc            |                |
| 4     | 28, 29 i 30 d'abril         | Gran Premi de l'Azerbaidjan · Circuit urbà de Bakú · Longitud: 6,003 km Voltes: 51 · Distància de la cursa: 306,049 km Guanyador 2022: · Max Verstappen - Red Bull              | Guanyador Sprint                | Sergio Pérez               | Volta ràpida     | George Russell (1:43.370)  |                |
| 4     | 28, 29 i 30 d'abril         | Gran Premi de l'Azerbaidjan · Circuit urbà de Bakú · Longitud: 6,003 km Voltes: 51 · Distància de la cursa: 306,049 km Guanyador 2022: · Max Verstappen - Red Bull              | Resultats complets              |                            |                  |                            |                |
| 5     | 5, 6 i 7 de maig            | Gran Premi de Miami · Circuit urbà de Miami · Longitud: 5,410 km Voltes: 57 · Distància de la cursa: 308,370 km Guanyador 2022: · Max Verstappen - Red Bull                     |                                 | Lliures 1                  | George Russell   | Guanyador                  | Max Verstappen |
| 5     | 5, 6 i 7 de maig            | Gran Premi de Miami · Circuit urbà de Miami · Longitud: 5,410 km Voltes: 57 · Distància de la cursa: 308,370 km Guanyador 2022: · Max Verstappen - Red Bull                     | Lliures 2                       | Max Verstappen             | 2n lloc          | Sergio Pérez               |                |
| 5     | 5, 6 i 7 de maig            | Gran Premi de Miami · Circuit urbà de Miami · Longitud: 5,410 km Voltes: 57 · Distància de la cursa: 308,370 km Guanyador 2022: · Max Verstappen - Red Bull                     | Lliures 3                       | Max Verstappen             | 3r lloc          | Fernando Alonso            |                |
| 5     | 5, 6 i 7 de maig            | Gran Premi de Miami · Circuit urbà de Miami · Longitud: 5,410 km Voltes: 57 · Distància de la cursa: 308,370 km Guanyador 2022: · Max Verstappen - Red Bull                     | Pole position                   | Sergio Pérez (1:26.841)    | Volta ràpida     | Max Verstappen (1:29.708)  |                |
| 5     | 5, 6 i 7 de maig            | Gran Premi de Miami · Circuit urbà de Miami · Longitud: 5,410 km Voltes: 57 · Distància de la cursa: 308,370 km Guanyador 2022: · Max Verstappen - Red Bull                     | Resultats complets              |                            |                  |                            |                |
| 6     | 26, 27 i 28 de maig         | Gran Premi de Mònaco · Circuit de Mònaco · Longitud: 3,337 km Voltes: 78 · Distància de la cursa: 260,286 km Guanyador 2022: · Sergio Pérez - Red Bull                          |                                 | Lliures 1                  | Carlos Sainz Jr. | Guanyador                  | Max Verstappen |
| 6     | 26, 27 i 28 de maig         | Gran Premi de Mònaco · Circuit de Mònaco · Longitud: 3,337 km Voltes: 78 · Distància de la cursa: 260,286 km Guanyador 2022: · Sergio Pérez - Red Bull                          | Lliures 2                       | Max Verstappen             | 2n lloc          | Fernando Alonso            |                |
| 6     | 26, 27 i 28 de maig         | Gran Premi de Mònaco · Circuit de Mònaco · Longitud: 3,337 km Voltes: 78 · Distància de la cursa: 260,286 km Guanyador 2022: · Sergio Pérez - Red Bull                          | Lliures 3                       | Max Verstappen             | 3r lloc          | Esteban Ocon               |                |
| 6     | 26, 27 i 28 de maig         | Gran Premi de Mònaco · Circuit de Mònaco · Longitud: 3,337 km Voltes: 78 · Distància de la cursa: 260,286 km Guanyador 2022: · Sergio Pérez - Red Bull                          | Pole position                   | Max Verstappen (1:11.365)  | Volta ràpida     | Lewis Hamilton (1:15.650)  |                |
| 6     | 26, 27 i 28 de maig         | Gran Premi de Mònaco · Circuit de Mònaco · Longitud: 3,337 km Voltes: 78 · Distància de la cursa: 260,286 km Guanyador 2022: · Sergio Pérez - Red Bull                          | Resultats complets              |                            |                  |                            |                |
| 7     | 2, 3 i 4 de juny            | Gran Premi d'Espanya · Circuit de Barcelona-Catalunya · Longitud: 4,675 km Voltes: 66 · Distància de la cursa: 308,424 km Guanyador 2022: · Max Verstappen - Red Bull           |                                 | Lliures 1                  | Max Verstappen   | Guanyador                  | Max Verstappen |
| 7     | 2, 3 i 4 de juny            | Gran Premi d'Espanya · Circuit de Barcelona-Catalunya · Longitud: 4,675 km Voltes: 66 · Distància de la cursa: 308,424 km Guanyador 2022: · Max Verstappen - Red Bull           | Lliures 2                       | Max Verstappen             | 2n lloc          | Lewis Hamilton             |                |
| 7     | 2, 3 i 4 de juny            | Gran Premi d'Espanya · Circuit de Barcelona-Catalunya · Longitud: 4,675 km Voltes: 66 · Distància de la cursa: 308,424 km Guanyador 2022: · Max Verstappen - Red Bull           | Lliures 3                       | Max Verstappen             | 3r lloc          | George Russell             |                |
| 7     | 2, 3 i 4 de juny            | Gran Premi d'Espanya · Circuit de Barcelona-Catalunya · Longitud: 4,675 km Voltes: 66 · Distància de la cursa: 308,424 km Guanyador 2022: · Max Verstappen - Red Bull           | Pole position                   | Max Verstappen (1:12.272)  | Volta ràpida     | Max Verstappen (1:16.330)  |                |
| 7     | 2, 3 i 4 de juny            | Gran Premi d'Espanya · Circuit de Barcelona-Catalunya · Longitud: 4,675 km Voltes: 66 · Distància de la cursa: 308,424 km Guanyador 2022: · Max Verstappen - Red Bull           | Resultats complets              |                            |                  |                            |                |
| 8     | 16, 17 i 18 de juny         | Gran Premi del Canadà · Circuit Gilles Villeneuve · Longitud: 4,361 km Voltes: 70 · Distància de la cursa: 305,270 km Guanyador 2022: · Max Verstappen - Red Bull               |                                 | Lliures 1                  | Valtteri Bottas  | Guanyador                  | Max Verstappen |
| 8     | 16, 17 i 18 de juny         | Gran Premi del Canadà · Circuit Gilles Villeneuve · Longitud: 4,361 km Voltes: 70 · Distància de la cursa: 305,270 km Guanyador 2022: · Max Verstappen - Red Bull               | Lliures 2                       | Lewis Hamilton             | 2n lloc          | Fernando Alonso            |                |
| 8     | 16, 17 i 18 de juny         | Gran Premi del Canadà · Circuit Gilles Villeneuve · Longitud: 4,361 km Voltes: 70 · Distància de la cursa: 305,270 km Guanyador 2022: · Max Verstappen - Red Bull               | Lliures 3                       | Max Verstappen             | 3r lloc          | Lewis Hamilton             |                |
| 8     | 16, 17 i 18 de juny         | Gran Premi del Canadà · Circuit Gilles Villeneuve · Longitud: 4,361 km Voltes: 70 · Distància de la cursa: 305,270 km Guanyador 2022: · Max Verstappen - Red Bull               | Pole position                   | Max Verstappen (1:25.858)  | Volta ràpida     | Sergio Pérez (1:14.481)    |                |
| 8     | 16, 17 i 18 de juny         | Gran Premi del Canadà · Circuit Gilles Villeneuve · Longitud: 4,361 km Voltes: 70 · Distància de la cursa: 305,270 km Guanyador 2022: · Max Verstappen - Red Bull               | Resultats complets              |                            |                  |                            |                |
| 9     | 30 de juny, 1 i 2 de juliol | Gran Premi d'Àustria · Red Bull Ring · Longitud: 4,318 km Voltes: 71 · Distància de la cursa: 306,452 km Guanyador 2022: · Charles Leclerc - Ferrari                            |                                 | Lliures 1                  | Max Verstappen   | Guanyador                  | Max Verstappen |
| 9     | 30 de juny, 1 i 2 de juliol | Gran Premi d'Àustria · Red Bull Ring · Longitud: 4,318 km Voltes: 71 · Distància de la cursa: 306,452 km Guanyador 2022: · Charles Leclerc - Ferrari                            | Pole Position sprint            | Max Verstappen (1:04.391)  | 2n lloc          | Charles Leclerc            |                |
| 9     | 30 de juny, 1 i 2 de juliol | Gran Premi d'Àustria · Red Bull Ring · Longitud: 4,318 km Voltes: 71 · Distància de la cursa: 306,452 km Guanyador 2022: · Charles Leclerc - Ferrari                            | Sprint shootout                 | Max Verstappen (1:04.440)  | 3r lloc          | Sergio Pérez               |                |
| 9     | 30 de juny, 1 i 2 de juliol | Gran Premi d'Àustria · Red Bull Ring · Longitud: 4,318 km Voltes: 71 · Distància de la cursa: 306,452 km Guanyador 2022: · Charles Leclerc - Ferrari                            | Guanyador Sprint                | Max Verstappen             | Volta ràpida     | Max Verstappen (1:07.012)  |                |
| 9     | 30 de juny, 1 i 2 de juliol | Gran Premi d'Àustria · Red Bull Ring · Longitud: 4,318 km Voltes: 71 · Distància de la cursa: 306,452 km Guanyador 2022: · Charles Leclerc - Ferrari                            | Resultats complets              |                            |                  |                            |                |
| 10    | 7, 8 i 9 de juliol          | Gran Premi de la Gran Bretanya · Circuit de Silverstone · Longitud: 5,891 km Voltes: 52 · Distància de la cursa: 306,198 km Guanyador 2022: · Carlos Sainz Jr. - Ferrari        |                                 | Lliures 1                  | Max Verstappen   | Guanyador                  | Max Verstappen |
| 10    | 7, 8 i 9 de juliol          | Gran Premi de la Gran Bretanya · Circuit de Silverstone · Longitud: 5,891 km Voltes: 52 · Distància de la cursa: 306,198 km Guanyador 2022: · Carlos Sainz Jr. - Ferrari        | Lliures 2                       | Max Verstappen             | 2n lloc          | Lando Norris               |                |
| 10    | 7, 8 i 9 de juliol          | Gran Premi de la Gran Bretanya · Circuit de Silverstone · Longitud: 5,891 km Voltes: 52 · Distància de la cursa: 306,198 km Guanyador 2022: · Carlos Sainz Jr. - Ferrari        | Lliures 3                       | Charles Leclerc            | 3r lloc          | Lewis Hamilton             |                |
| 10    | 7, 8 i 9 de juliol          | Gran Premi de la Gran Bretanya · Circuit de Silverstone · Longitud: 5,891 km Voltes: 52 · Distància de la cursa: 306,198 km Guanyador 2022: · Carlos Sainz Jr. - Ferrari        | Pole position                   | Max Verstappen (1:26.720)  | Volta ràpida     | Max Verstappen (1:30.275)  |                |
| 10    | 7, 8 i 9 de juliol          | Gran Premi de la Gran Bretanya · Circuit de Silverstone · Longitud: 5,891 km Voltes: 52 · Distància de la cursa: 306,198 km Guanyador 2022: · Carlos Sainz Jr. - Ferrari        | Resultats complets              |                            |                  |                            |                |
| 11    | 21, 22 i 23 de juliol       | Gran Premi d'Hongria · Hungaroring · Longitud: 4,381 km Voltes: 70 · Distància de la cursa: 306,630 km Guanyador 2022: · Max Verstappen - Red Bull                              |                                 | Lliures 1                  | George Russell   | Guanyador                  | Max Verstappen |
| 11    | 21, 22 i 23 de juliol       | Gran Premi d'Hongria · Hungaroring · Longitud: 4,381 km Voltes: 70 · Distància de la cursa: 306,630 km Guanyador 2022: · Max Verstappen - Red Bull                              | Lliures 2                       | Charles Leclerc            | 2n lloc          | Lando Norris               |                |
| 11    | 21, 22 i 23 de juliol       | Gran Premi d'Hongria · Hungaroring · Longitud: 4,381 km Voltes: 70 · Distància de la cursa: 306,630 km Guanyador 2022: · Max Verstappen - Red Bull                              | Lliures 3                       | Lewis Hamilton             | 3r lloc          | Sergio Pérez               |                |
| 11    | 21, 22 i 23 de juliol       | Gran Premi d'Hongria · Hungaroring · Longitud: 4,381 km Voltes: 70 · Distància de la cursa: 306,630 km Guanyador 2022: · Max Verstappen - Red Bull                              | Pole position                   | Lewis Hamilton (1:16.609)  | Volta ràpida     | Max Verstappen (1:20.504)  |                |
| 11    | 21, 22 i 23 de juliol       | Gran Premi d'Hongria · Hungaroring · Longitud: 4,381 km Voltes: 70 · Distància de la cursa: 306,630 km Guanyador 2022: · Max Verstappen - Red Bull                              | Resultats complets              |                            |                  |                            |                |
| 12    | 28, 29 i 30 de juliol       | Gran Premi de Bèlgica · Circuit de Spa-Francorchamps · Longitud: 7,004 km Voltes: 44 · Distància de la cursa: 308,052 km Guanyador 2022: · Max Verstappen - Red Bull            |                                 | Lliures                    | Carlos Sainz     | Guanyador                  | Max Verstappen |
| 12    | 28, 29 i 30 de juliol       | Gran Premi de Bèlgica · Circuit de Spa-Francorchamps · Longitud: 7,004 km Voltes: 44 · Distància de la cursa: 308,052 km Guanyador 2022: · Max Verstappen - Red Bull            | Pole Position sprint            | Charles Leclerc (1:46.988) | 2n lloc          | Sergio Pérez               |                |
| 12    | 28, 29 i 30 de juliol       | Gran Premi de Bèlgica · Circuit de Spa-Francorchamps · Longitud: 7,004 km Voltes: 44 · Distància de la cursa: 308,052 km Guanyador 2022: · Max Verstappen - Red Bull            | Sprint shootout                 | Max Verstappen (1:49.056)  | 3r lloc          | Charles Leclerc            |                |
| 12    | 28, 29 i 30 de juliol       | Gran Premi de Bèlgica · Circuit de Spa-Francorchamps · Longitud: 7,004 km Voltes: 44 · Distància de la cursa: 308,052 km Guanyador 2022: · Max Verstappen - Red Bull            | Guanyador Sprint                | Max Verstappen             | Volta ràpida     | Lewis Hamilton (1:47.305)  |                |
| 12    | 28, 29 i 30 de juliol       | Gran Premi de Bèlgica · Circuit de Spa-Francorchamps · Longitud: 7,004 km Voltes: 44 · Distància de la cursa: 308,052 km Guanyador 2022: · Max Verstappen - Red Bull            | Resultats complets              |                            |                  |                            |                |
| 13    | 25, 26 i 27 d'agost         | Gran Premi dels Països Baixos · Circuit de Zandvoort · Longitud: 4,259 km Voltes: 72 · Distància de la cursa: 306,648 km Guanyador 2022: · Max Verstappen - Red Bull            |                                 | Lliures 1                  | Max Verstappen   | Guanyador                  | Max Verstappen |
| 13    | 25, 26 i 27 d'agost         | Gran Premi dels Països Baixos · Circuit de Zandvoort · Longitud: 4,259 km Voltes: 72 · Distància de la cursa: 306,648 km Guanyador 2022: · Max Verstappen - Red Bull            | Lliures 2                       | Lando Norris               | 2n lloc          | Fernando Alonso            |                |
| 13    | 25, 26 i 27 d'agost         | Gran Premi dels Països Baixos · Circuit de Zandvoort · Longitud: 4,259 km Voltes: 72 · Distància de la cursa: 306,648 km Guanyador 2022: · Max Verstappen - Red Bull            | Lliures 3                       | Max Verstappen             | 3r lloc          | Pierre Gasly               |                |
| 13    | 25, 26 i 27 d'agost         | Gran Premi dels Països Baixos · Circuit de Zandvoort · Longitud: 4,259 km Voltes: 72 · Distància de la cursa: 306,648 km Guanyador 2022: · Max Verstappen - Red Bull            | Pole position                   | Max Verstappen (1:10.567)  | Volta ràpida     | Fernando Alonso (1:13.837) |                |
| 13    | 25, 26 i 27 d'agost         | Gran Premi dels Països Baixos · Circuit de Zandvoort · Longitud: 4,259 km Voltes: 72 · Distància de la cursa: 306,648 km Guanyador 2022: · Max Verstappen - Red Bull            | Resultats complets              |                            |                  |                            |                |
| 14    | 1, 2 i 3 de setembre        | Gran Premi d'Itàlia · Autodromo Nazionale di Monza · Longitud: 5,793 km Voltes: 53 · Distància de la cursa: 306,720 km Guanyador 2022: · Max Verstappen - Red Bull              |                                 | Lliures 1                  | Max Verstappen   | Guanyador                  | Max Verstappen |
| 14    | 1, 2 i 3 de setembre        | Gran Premi d'Itàlia · Autodromo Nazionale di Monza · Longitud: 5,793 km Voltes: 53 · Distància de la cursa: 306,720 km Guanyador 2022: · Max Verstappen - Red Bull              | Lliures 2                       | Carlos Sainz               | 2n lloc          | Sergio Pérez               |                |
| 14    | 1, 2 i 3 de setembre        | Gran Premi d'Itàlia · Autodromo Nazionale di Monza · Longitud: 5,793 km Voltes: 53 · Distància de la cursa: 306,720 km Guanyador 2022: · Max Verstappen - Red Bull              | Lliures 3                       | Carlos Sainz               | 3r lloc          | Carlos Sainz               |                |
| 14    | 1, 2 i 3 de setembre        | Gran Premi d'Itàlia · Autodromo Nazionale di Monza · Longitud: 5,793 km Voltes: 53 · Distància de la cursa: 306,720 km Guanyador 2022: · Max Verstappen - Red Bull              | Pole position                   | Carlos Sainz (1:20.294)    | Volta ràpida     | Oscar Piastri (1:25.072)   |                |
| 14    | 1, 2 i 3 de setembre        | Gran Premi d'Itàlia · Autodromo Nazionale di Monza · Longitud: 5,793 km Voltes: 53 · Distància de la cursa: 306,720 km Guanyador 2022: · Max Verstappen - Red Bull              | Resultats complets              |                            |                  |                            |                |
| 15    | 15, 16 i 17 de setembre     | Gran Premi de Singapur · Circuit urbà de Marina Bay · Longitud: 4,940 km Voltes: 62 · Distància de la cursa: 306,143 km Guanyador 2022: · Sergio Pérez - Red Bull               |                                 | Lliures 1                  | Charles Leclerc  | Guanyador                  | Carlos Sainz   |
| 15    | 15, 16 i 17 de setembre     | Gran Premi de Singapur · Circuit urbà de Marina Bay · Longitud: 4,940 km Voltes: 62 · Distància de la cursa: 306,143 km Guanyador 2022: · Sergio Pérez - Red Bull               | Lliures 2                       | Carlos Sainz               | 2n lloc          | Lando Norris               |                |
| 15    | 15, 16 i 17 de setembre     | Gran Premi de Singapur · Circuit urbà de Marina Bay · Longitud: 4,940 km Voltes: 62 · Distància de la cursa: 306,143 km Guanyador 2022: · Sergio Pérez - Red Bull               | Lliures 3                       | Carlos Sainz               | 3r lloc          | Lewis Hamilton             |                |
| 15    | 15, 16 i 17 de setembre     | Gran Premi de Singapur · Circuit urbà de Marina Bay · Longitud: 4,940 km Voltes: 62 · Distància de la cursa: 306,143 km Guanyador 2022: · Sergio Pérez - Red Bull               | Pole position                   | Carlos Sainz (1:30.984)    | Volta ràpida     | Lewis Hamilton (1:35.867)  |                |
| 15    | 15, 16 i 17 de setembre     | Gran Premi de Singapur · Circuit urbà de Marina Bay · Longitud: 4,940 km Voltes: 62 · Distància de la cursa: 306,143 km Guanyador 2022: · Sergio Pérez - Red Bull               | Resultats complets              |                            |                  |                            |                |
| 16    | 7, 8 i 9 d'octubre          | Gran Premi del Japó · Circuit de Suzuka · Longitud: 5,807 km Voltes: 53 · Distància de la cursa: 307,471 km Guanyador 2022: · Max Verstappen - Red Bull                         |                                 | Lliures 1                  |                  | Guanyador                  |                |
| 16    | 7, 8 i 9 d'octubre          | Gran Premi del Japó · Circuit de Suzuka · Longitud: 5,807 km Voltes: 53 · Distància de la cursa: 307,471 km Guanyador 2022: · Max Verstappen - Red Bull                         | Lliures 2                       |                            | 2n lloc          |                            |                |
| 16    | 7, 8 i 9 d'octubre          | Gran Premi del Japó · Circuit de Suzuka · Longitud: 5,807 km Voltes: 53 · Distància de la cursa: 307,471 km Guanyador 2022: · Max Verstappen - Red Bull                         | Lliures 3                       |                            | 3r lloc          |                            |                |
| 16    | 7, 8 i 9 d'octubre          | Gran Premi del Japó · Circuit de Suzuka · Longitud: 5,807 km Voltes: 53 · Distància de la cursa: 307,471 km Guanyador 2022: · Max Verstappen - Red Bull                         | Pole position                   |                            | Volta ràpida     |                            |                |
| 16    | 7, 8 i 9 d'octubre          | Gran Premi del Japó · Circuit de Suzuka · Longitud: 5,807 km Voltes: 53 · Distància de la cursa: 307,471 km Guanyador 2022: · Max Verstappen - Red Bull                         | Resultats complets              |                            |                  |                            |                |
| 17    | 6, 7 i 8 d'octubre          | Gran Premi de Qatar · Circuit Internacional de Losail · Longitud: 5,340 km Voltes: 53 · Distància de la cursa: 306,660 km Guanyador 2022: · No va ser disputat                  |                                 | Lliures 1                  |                  | Guanyador                  |                |
| 17    | 6, 7 i 8 d'octubre          | Gran Premi de Qatar · Circuit Internacional de Losail · Longitud: 5,340 km Voltes: 53 · Distància de la cursa: 306,660 km Guanyador 2022: · No va ser disputat                  | Pole Position sprint            |                            | 2n lloc          |                            |                |
| 17    | 6, 7 i 8 d'octubre          | Gran Premi de Qatar · Circuit Internacional de Losail · Longitud: 5,340 km Voltes: 53 · Distància de la cursa: 306,660 km Guanyador 2022: · No va ser disputat                  | Lliures 2                       |                            | 3r lloc          |                            |                |
| 17    | 6, 7 i 8 d'octubre          | Gran Premi de Qatar · Circuit Internacional de Losail · Longitud: 5,340 km Voltes: 53 · Distància de la cursa: 306,660 km Guanyador 2022: · No va ser disputat                  | Guanyador Sprint/ Pole Position |                            | Volta ràpida     |                            |                |
| 17    | 6, 7 i 8 d'octubre          | Gran Premi de Qatar · Circuit Internacional de Losail · Longitud: 5,340 km Voltes: 53 · Distància de la cursa: 306,660 km Guanyador 2022: · No va ser disputat                  | Resultats complets              |                            |                  |                            |                |
| 18    | 21, 22 i 23 d'octubre       | Gran Premi dels Estats Units · Circuit de les Amèriques · Longitud: 5,513 km Voltes: 50 · Distància de la cursa: 305,880 km Guanyador 2022: · Max Verstappen - Red Bull         |                                 | Lliures 1                  |                  | Guanyador                  |                |
| 18    | 21, 22 i 23 d'octubre       | Gran Premi dels Estats Units · Circuit de les Amèriques · Longitud: 5,513 km Voltes: 50 · Distància de la cursa: 305,880 km Guanyador 2022: · Max Verstappen - Red Bull         | Pole Position sprint            |                            | 2n lloc          |                            |                |
| 18    | 21, 22 i 23 d'octubre       | Gran Premi dels Estats Units · Circuit de les Amèriques · Longitud: 5,513 km Voltes: 50 · Distància de la cursa: 305,880 km Guanyador 2022: · Max Verstappen - Red Bull         | Lliures 2                       |                            | 3r lloc          |                            |                |
| 18    | 21, 22 i 23 d'octubre       | Gran Premi dels Estats Units · Circuit de les Amèriques · Longitud: 5,513 km Voltes: 50 · Distància de la cursa: 305,880 km Guanyador 2022: · Max Verstappen - Red Bull         | Guanyador Sprint/ Pole Position |                            | Volta ràpida     |                            |                |
| 18    | 21, 22 i 23 d'octubre       | Gran Premi dels Estats Units · Circuit de les Amèriques · Longitud: 5,513 km Voltes: 50 · Distància de la cursa: 305,880 km Guanyador 2022: · Max Verstappen - Red Bull         | Resultats complets              |                            |                  |                            |                |
| 19    | 27, 28 i 29 de octubre      | Gran Premi de la Ciutat de Mèxic · Autódromo Hermanos Rodríguez · Longitud: 4,304 km Voltes: 71 · Distància de la cursa: 305,354 km Guanyador 2022: · Max Verstappen - Red Bull |                                 | Lliures 1                  |                  | Guanyador                  |                |
| 19    | 27, 28 i 29 de octubre      | Gran Premi de la Ciutat de Mèxic · Autódromo Hermanos Rodríguez · Longitud: 4,304 km Voltes: 71 · Distància de la cursa: 305,354 km Guanyador 2022: · Max Verstappen - Red Bull | Lliures 2                       |                            | 2n lloc          |                            |                |
| 19    | 27, 28 i 29 de octubre      | Gran Premi de la Ciutat de Mèxic · Autódromo Hermanos Rodríguez · Longitud: 4,304 km Voltes: 71 · Distància de la cursa: 305,354 km Guanyador 2022: · Max Verstappen - Red Bull | Lliures 3                       |                            | 3r lloc          |                            |                |
| 19    | 27, 28 i 29 de octubre      | Gran Premi de la Ciutat de Mèxic · Autódromo Hermanos Rodríguez · Longitud: 4,304 km Voltes: 71 · Distància de la cursa: 305,354 km Guanyador 2022: · Max Verstappen - Red Bull | Pole position                   |                            | Volta ràpida     |                            |                |
| 19    | 27, 28 i 29 de octubre      | Gran Premi de la Ciutat de Mèxic · Autódromo Hermanos Rodríguez · Longitud: 4,304 km Voltes: 71 · Distància de la cursa: 305,354 km Guanyador 2022: · Max Verstappen - Red Bull | Resultats complets              |                            |                  |                            |                |
| 20    | 3, 4 i 5 de novembre        | Gran Premi de São Paulo · Circuit José Carlos Pace · Longitud: 4,309 km Voltes: 71 · Distància de la cursa: 305,879 km Guanyador 2022: · George Russell - Mercedes              |                                 | Lliures 1                  |                  | Guanyador                  |                |
| 20    | 3, 4 i 5 de novembre        | Gran Premi de São Paulo · Circuit José Carlos Pace · Longitud: 4,309 km Voltes: 71 · Distància de la cursa: 305,879 km Guanyador 2022: · George Russell - Mercedes              | Pole Position sprint            |                            | 2n lloc          |                            |                |
| 20    | 3, 4 i 5 de novembre        | Gran Premi de São Paulo · Circuit José Carlos Pace · Longitud: 4,309 km Voltes: 71 · Distància de la cursa: 305,879 km Guanyador 2022: · George Russell - Mercedes              | Lliures 2                       |                            | 3r lloc          |                            |                |
| 20    | 3, 4 i 5 de novembre        | Gran Premi de São Paulo · Circuit José Carlos Pace · Longitud: 4,309 km Voltes: 71 · Distància de la cursa: 305,879 km Guanyador 2022: · George Russell - Mercedes              | Guanyador Sprint                |                            | Volta ràpida     |                            |                |
| 20    | 3, 4 i 5 de novembre        | Gran Premi de São Paulo · Circuit José Carlos Pace · Longitud: 4,309 km Voltes: 71 · Distància de la cursa: 305,879 km Guanyador 2022: · George Russell - Mercedes              | Resultats complets              |                            |                  |                            |                |
| 21    | 16, 17 i 18 de novembre     | Gran Premi de Las Vegas · Circuit urbà de Las Vegas · Longitud: 6,201 km Voltes: 50 · Distància de la cursa: 305,880 km Guanyador 2022: · No va ser disputat                    |                                 | Lliures 1                  |                  | Guanyador                  |                |
| 21    | 16, 17 i 18 de novembre     | Gran Premi de Las Vegas · Circuit urbà de Las Vegas · Longitud: 6,201 km Voltes: 50 · Distància de la cursa: 305,880 km Guanyador 2022: · No va ser disputat                    | Lliures 2                       |                            | 2n lloc          |                            |                |
| 21    | 16, 17 i 18 de novembre     | Gran Premi de Las Vegas · Circuit urbà de Las Vegas · Longitud: 6,201 km Voltes: 50 · Distància de la cursa: 305,880 km Guanyador 2022: · No va ser disputat                    | Lliures 3                       |                            | 3r lloc          |                            |                |
| 21    | 16, 17 i 18 de novembre     | Gran Premi de Las Vegas · Circuit urbà de Las Vegas · Longitud: 6,201 km Voltes: 50 · Distància de la cursa: 305,880 km Guanyador 2022: · No va ser disputat                    | Pole position                   |                            | Volta ràpida     |                            |                |
| 21    | 16, 17 i 18 de novembre     | Gran Premi de Las Vegas · Circuit urbà de Las Vegas · Longitud: 6,201 km Voltes: 50 · Distància de la cursa: 305,880 km Guanyador 2022: · No va ser disputat                    | Resultats complets              |                            |                  |                            |                |
| 22    | 24, 25 i 26 de novembre     | Gran Premi d'Abu Dhabi · Circuit Yas Marina · Longitud: 5,554 km Voltes: 55 · Distància de la cursa: 305,355 km Guanyador 2022: · Max Verstappen - Red Bull                     |                                 | Lliures 1                  |                  | Guanyador                  |                |
| 22    | 24, 25 i 26 de novembre     | Gran Premi d'Abu Dhabi · Circuit Yas Marina · Longitud: 5,554 km Voltes: 55 · Distància de la cursa: 305,355 km Guanyador 2022: · Max Verstappen - Red Bull                     | Lliures 2                       |                            | 2n lloc          |                            |                |
| 22    | 24, 25 i 26 de novembre     | Gran Premi d'Abu Dhabi · Circuit Yas Marina · Longitud: 5,554 km Voltes: 55 · Distància de la cursa: 305,355 km Guanyador 2022: · Max Verstappen - Red Bull                     | Lliures 3                       |                            | 3r lloc          |                            |                |
| 22    | 24, 25 i 26 de novembre     | Gran Premi d'Abu Dhabi · Circuit Yas Marina · Longitud: 5,554 km Voltes: 55 · Distància de la cursa: 305,355 km Guanyador 2022: · Max Verstappen - Red Bull                     | Pole position                   |                            | Volta ràpida     |                            |                |
| 22    | 24, 25 i 26 de novembre     | Gran Premi d'Abu Dhabi · Circuit Yas Marina · Longitud: 5,554 km Voltes: 55 · Distància de la cursa: 305,355 km Guanyador 2022: · Max Verstappen - Red Bull                     | Resultats complets              |                            |                  |                            |                |
| Font: |                             | |                                 |                            |                  |                            |                |

Font:  Fórmula 1.

## Puntuacions
| Posició | Posició | 1º | 2º | 3º | 4º | 5º | 6º | 7º | 8º | 9º | 10º | VR |
| Cursa   | Punts   | 25 | 18 | 15 | 12 | 10 | 8  | 6  | 4  | 2  | 1   | 1  |
| Sprint  | Punts   | 8  | 7  | 6  | 5  | 4  | 3  | 2  | 1  |    |     |    |

### Estadístiques del Campionat de Pilots
| Pos. | Pilot            | Escudería    | Grans Premis | Victòries | Podis | Poles | Voltes ràpides | Voltes liderades | Punts |
| ---- | ---------------- | ------------ | ------------ | --------- | ----- | ----- | -------------- | ---------------- | ----- |
| 1    | Max Verstappen   | Red Bull     | 15           | 12        | 14    | 8     | 6              | 661              | 374   |
| 2    | Sergio Pérez     | Red Bull     | 15           | 2         | 8     | 2     | 2              | 138              | 223   |
| 3    | Lewis Hamilton   | Mercedes     | 15           |           | 5     | 1     | 3              | 7                | 180   |
| 4    | Fernando Alonso  | Aston Martin | 15           |           | 7     |       | 1              | 3                | 170   |
| 5    | Carlos Sainz Jr. | Ferrari      | 15           | 1         | 2     | 2     |                | 76               | 142   |
| 6    | Charles Leclerc  | Ferrari      | 15           |           | 3     | 2     |                | 12               | 123   |
| 7    | George Russell   | Mercedes     | 15           |           | 1     |       | 1              | 6                | 109   |
| 8    | Lando Norris     | McLaren      | 15           |           | 3     |       |                | 5                | 97    |
| 9    | Lance Stroll     | Aston Martin | 15           |           |       |       |                |                  | 47    |
| 10   | Pierre Gasly     | Alpine       | 15           |           | 1     |       |                |                  | 45    |
| 11   | Oscar Piastri    | McLaren      | 15           |           |       |       | 1              | 1                | 42    |
| 12   | Esteban Ocon     | Alpine       | 15           |           | 1     |       |                |                  | 36    |
| 13   | Alexander Albon  | Williams     | 15           |           |       |       |                |                  | 21    |
| 14   | Nico Hülkenberg  | Haas         | 15           |           |       |       |                |                  | 9     |
| 15   | Valtteri Bottas  | Alfa Romeo   | 15           |           |       |       |                |                  | 6     |
| 16   | Guanyu Zhou      | Alfa Romeo   | 15           |           |       |       | 1              |                  | 4     |
| 17   | Yuki Tsunoda     | AlphaTauri   | 15           |           |       |       |                |                  | 3     |
| 18   | Kevin Magnussen  | Haas         | 15           |           |       |       |                |                  | 2     |
| 22   | Liam Lawson      | AlphaTauri   | 3            |           |       |       |                |                  | 2     |
| 19   | Logan Sargeant   | Williams     | 15           |           |       |       |                |                  | 0     |
| 20   | Nyck de Vries    | AlphaTauri   | 10           |           |       |       |                |                  | 0     |
| 21   | Daniel Ricciardo | AlphaTauri   | 2            |           |       |       |                |                  | 0     |

### Estadístiques del Campionat de Constructors
| Pos. | Constructor  | Xassís              | Motor    | Grans Premis | Victòries | Podis | Poles | Voltes ràpides | Voltes liderades | Punts |
| ---- | ------------ | ------------------- | -------- | ------------ | --------- | ----- | ----- | -------------- | ---------------- | ----- |
| 1    | Red Bull     | Red Bull RB19       | Honda    | 15           | 14        | 22    | 10    | 8              | 799              | 597   |
| 2    | Mercedes     | Mercedes-AMG F1 W14 | Mercedes | 15           |           | 6     | 1     | 4              | 13               | 289   |
| 3    | Ferrari      | Ferrari SF-23       | Ferrari  | 15           | 1         | 5     | 4     |                | 90               | 265   |
| 4    | Aston Martin | Aston Martin AMR23  | Mercedes | 15           |           | 7     |       | 1              | 3                | 217   |
| 5    | McLaren      | McLaren MCL60       | Mercedes | 15           |           | 3     |       | 1              | 6                | 139   |
| 6    | Alpine       | Alpine A523         | Renault  | 15           |           | 2     |       |                |                  | 81    |
| 7    | Williams     | Williams FW45       | Mercedes | 15           |           |       |       |                |                  | 21    |
| 7    | Haas         | Haas VF-23          | Ferrari  | 15           |           |       |       |                |                  | 12    |
| 8    | Alfa Romeo   | Alfa Romeo C43      | Ferrari  | 15           |           |       |       | 1              |                  | 10    |
| 10   | AlphaTauri   | AlphaTauri AT04     | Honda    | 15           |           |       |       |                |                  | 5     |